# Municipio de Oberlin
El municipio de Oberlin (en inglés: Oberlin Township) es un municipio ubicado en el condado de Decatur en el estado estadounidense de Kansas. En el año 2010 tenía una población de 81 habitantes y una densidad poblacional de 0,91 personas por km².

## Geografía
El municipio de Oberlin se encuentra ubicado en las coordenadas 39°46′28″N 100°34′52″O / 39.77444, -100.58111. Según la Oficina del Censo de los Estados Unidos, el municipio tiene una superficie total de 88.8 km², de la cual 88,73 km² corresponden a tierra firme y (0,08 %) 0,07 km² es agua.

## Demografía
Según el censo de 2010, había 81 personas residiendo en el municipio de Oberlin. La densidad de población era de 0,91 hab./km². De los 81 habitantes, el municipio de Oberlin estaba compuesto por el 100 % blancos. Del total de la población el 0 % eran hispanos o latinos de cualquier raza.